# Adolf Deucher
Adolf Karl Wilhelm Deucher (Wipkingen, 15 de febrero de 1831 – Berna, 10 de julio de 1912) fue un médico y político suizo, miembro del Partido Radical Democrático (PRD).
Fue diputado del Gran Consejo del cantón de Turgovia entre 1858 y 1872, y tuvo un papel destacado en la revisión de la Constitución cantonal. En 1869 fue elegido diputado del Consejo Nacional, pero perdió su escaño al cabo de cuatro años por haberse significado en exceso en la Kulturkampf y haber perdido el apoyo de la población rural católica de Turgovia. En 1879 fue elegido miembro del Consejo de Gobierno de Turgovia y también volvió al Consejo Nacional. En 1883 fue elegido Consejero Federal, cargo que desempeñó hasta su muerte. Su mandato, de 29 años de duración, es hasta la fecha el segundo más largo de la historia del Consejo Federal. Durante su etapa al frente del Departamento de Comercio, Industria y Agricultura, sentó las bases de la legislación social y laboral suiza de principios de siglo y se comprometió especialmente con la protección de los trabajadores.
Fue Presidente de la Confederación en cuatro ocasiones (1886, 1897, 1903 y 1909).

## Biografía

### Familia, estudios y carrera
Adolf Deucher, el hijo mayor del médico Guntram Deucher y de Katharina Huber, nació en Wipkingen, que en la actualidad es un distrito de la ciudad de Zúrich. Al cabo de un año, la familia se instaló en Steckborn, en el cantón de Turgovia. Allí cursó la enseñanza primaria, y más tarde sus padres le enviaron al Gymnasium de la abadía de Fischingen y al Liceo de Constanza. En 1847 comenzó la carrera de Medicina en la Universidad de Heidelberg. Durante aquella época adoptó una mentalidad radical y liberal que rompía con la tradición católica y conservadora que había caracterizado a su familia durante muchos años: los Deucher habían representado los intereses de la abadía de Reichenau, en la orilla sur del lago Inferior, y se habían opuesto a cualquier reforma democrática.
Deucher prosiguió sus estudios en Praga y Viena, y en 1851 se doctoró en la Universidad de Zúrich. Regresó a Steckborn, donde trabajó como ayudante del médico del distrito, abrió su propia consulta y comenzó a participar en la vida política. En 1860 se casó con Paulina Schnebli, natural de Baden. En 1862, después de sufrir una derrota política relacionada con la construcción de un nuevo edificio escolar, abandonó la localidad y se trasladó con su familia a Frauenfeld, la capital del cantón, donde también ejerció de médico de distrito. Allí se ganó la fama de ser un orador hábil, aunque con tendencia a polemizar y a reaccionar de forma impulsiva.

### Política cantonal y federal
En 1858 fue elegido miembro del Gran Consejo del cantón de Turgovia, donde permaneció hasta 1879 (lo presidió entre 1871 y 1872). Fue, junto con Fridolin Anderwert, uno de los principales líderes del movimiento democrático en el Parlamento cantonal. Además, se convirtió en uno de los opositores más acérrimos de Eduard Häberlin, que dominaba la política cantonal prácticamente a voluntad. En 1868 fue uno de los impulsores de la reforma de la Constitución cantonal; como miembro de la Asamblea Constituyente, se mostró firmemente partidario del llamado «artículo Häberlin» (destinado a prohibir la acumulación de cargos), de la iniciativa popular, del referéndum obligatorio, de la elección popular del gobierno cantonal y de la creación del Banco Cantonal de Turgovia. En 1869, el pueblo aprobó la nueva constitución y Häberlin perdió su poder, que hasta entonces había sido prácticamente ilimitado.
Deucher se presentó a las elecciones federales de 1869 y consiguió escaño en el Consejo Nacional. Desde un primer momento, se implicó activamente en el encendido debate que generó la revisión total de la Constitución Federal. Fue uno de los principales defensores de un Estado centralizado y mostró un decidido apoyo a la ampliación de los derechos populares. El primer proyecto de Constitución fue rechazado por un estrecho margen en el referéndum celebrado el 19 de abril de 1872, de modo que Deucher, que había sido uno de sus principales impulsores, se puso inmediatamente a redactar un nuevo borrador. Dentro del contexto de la Kulturkampf, Deucher, que era católico, censuró en varias ocasiones la política de los ultramontanos y la «influencia clerical» de los «poderes oscuros». Esta postura radicalmente anticlerical le hizo perder muchas simpatías en la Turgovia más conservadora. Las divergencias que surgieron en el seno de su grupo parlamentario motivaron su dimisión del Consejo Nacional en 1873.
Deucher continuó desarrollando su labor política en el Gran Consejo de Turgovia y fue ganando cierta notoriedad a nivel nacional: en la conferencia nacional de los partidarios de la revisión constitucional, que tuvo lugar en Soleura el 15 de junio de 1873, compareció ante un auditorio de 28.000 personas como portavoz casi oficial de la Suiza Oriental. En 1879 se le propuso presentarse como candidato al Consejo de Gobierno de Turgovia. Aceptó la oferta, pero con la condición de volver a ocupar un escaño en el Consejo Nacional. Finalmente resultó elegido en ambas elecciones, gracias a que la Kulturkampf comenzaba a amainar. En el gobierno cantonal estuvo a cargo del Departamento de Instrucción Pública y Cultos. Entre 1882 y 1883 fue presidente del Consejo Nacional. Participó en la redacción de una ley destinada a acelerar la secularización de las escuelas primarias y que contemplaba la creación de una secretaría escolar a nivel federal, lo que habría restringido la autonomía de los cantones en materia educativa. Los políticos de la oposición convocaron un referéndum y el proyecto no prosperó tras ser rechazado el 26 de noviembre de 1882 con un 77,2% de votos en contra.
La dimisión de Simeon Bavier el 5 de enero de 1883 situó a Deucher, presidente del Consejo Nacional, en una posición muy favorable para sucederle en el Consejo Federal, dado que contaba con el apoyo de la izquierda liberal. Aunque el centro liberal y los demócratas eran partidarios de dar su apoyo a un candidato de los conservadores católicos para apartarlos de su papel de mera oposición, finalmente no lograron llegar a un acuerdo. Así, Deucher resultó elegido el 10 de abril de 1883 en la primera votación, tras obtener 95 de los 175 votos válidos y el apoyo unánime de la izquierda. El católico-conservador Alois Kopp recibió 76 votos y los demás candidatos, 4. Por su parte, la prensa conservadora lamentó el resultado y señaló que la elección del «hombre de la izquierda más extrema» había alterado de manera significativa la correlación de fuerzas en el seno del gobierno. Deucher aceptó el cargo el 23 de abril, tras tomarse un período de reflexión de dos semanas.

#### Consejero Federal

Retrato del Consejero Federal Deucher (ca. 1886).

A lo largo de sus 29 años de mandato, el segundo más prolongado de la historia del Consejo Federal, Deucher estuvo al frente de cinco departamentos diferentes. Al principio, dada su condición de recién llegado, se vio obligado a cambiar con frecuencia de departamento: el de Justicia y Policía en 1883, el de Correos y Ferrocarriles en 1884 y el del Interior en 1885. En 1886 fue por primera vez Presidente de la Confederación y, tal y como marcaba la costumbre de la época, asumió durante un año la dirección del  Departamento Político. En 1887 se incorporó al Departamento de Comercio y Agricultura, en el que consiguió consolidarse: lo dirigió durante casi un cuarto de siglo, período que solo se vio interrumpido por los años presidenciales de 1897, 1903 y 1909, en los que volvió a ser temporalmente jefe del Departamento Político.
Deucher se acercó a los planteamientos socialistas y fue uno de los artífices de la ampliación del Estado social. En 1890, el pueblo aprobó por mayoría de tres cuartos una enmienda constitucional para instaurar el seguro de enfermedad y accidentes. Sin embargo, la implementación de este mandato constitucional no estuvo exenta de dificultades. Casi diez años más tarde, el pueblo rechazó la ley que instauraba el seguro federal obligatorio de enfermedad y accidentes para todos los trabajadores por cuenta ajena con un 70% de votos en contra. No fue hasta 1912 cuando Deucher consiguió sacar adelante el seguro de accidentes tras renunciar al seguro obligatorio estatal de enfermedad. El 54,4% de los votantes aprobaron la Ley Federal sobre el Seguro de Enfermedad y Accidentes, que dio lugar a la fundación del Instituto Suizo del Seguro de Accidentes (SUVA) en 1918.

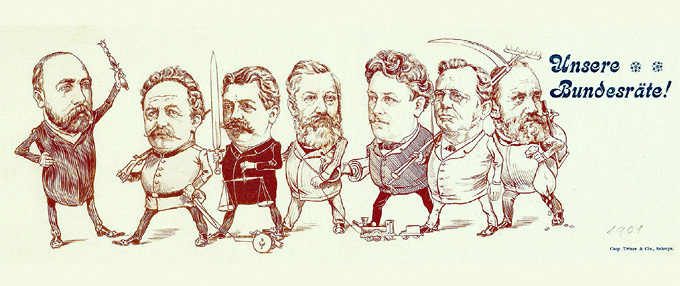
El Consejero Federal Deucher (segundo por la derecha) en una caricatura de 1901.

Otra de las grandes preocupaciones de Deucher era la protección de los trabajadores, en particular la regulación del trabajo femenino, infantil y nocturno. En 1906, organizó en Berna la primera Conferencia Internacional para la Protección de los Trabajadores, en la que consiguió que se aplicara la prohibición internacional del uso de fósforo en la fabricación de cerillas, una medida que desde 1898 ya estaba en vigor en Suiza. A pesar de no poder culminar la reforma de la ya obsoleta Ley de Fábricas de 1877, recibió los elogios de los socialistas por haber interpretado la legislación vigente de manera favorable a los trabajadores en muchos casos. Sentó las bases para la introducción del seguro de desempleo y los convenios colectivos de trabajo. La formalización de nuevos acuerdos comerciales reforzó la integración de Suiza en la economía internacional e impulsó el crecimiento de la actividad exportadora. Además, introdujo una serie de nuevos reglamentos relativos a aranceles aduaneros que supusieron la transición del libre comercio a una política moderadamente proteccionista.
En 1893, durante su mandato, se aprobó la primera ley federal de agricultura. Además, impulsó la investigación agrícola: en 1899 se fundó la «Estación Federal Suiza de Investigación Agrícola» en Liebefeld, cerca de Berna, especializada en agroquímica y producción lechera (actualmente sede del instituto de investigación Agroscope). Aunque en un principio se le tenía por una figura controvertida debido a su carácter irascible, fue ganando popularidad con los años y logró ser ratificado en el cargo con resultados cada vez mejores.
En 1886 se le concedió el título de ciudadano honorario de Frauenfeld por sus diversos servicios prestados, y diez años más tarde el de ciudadano honorario de Ginebra. Murió a la edad de 81 años, tras una corta enfermedad, y fue enterrado en el cementerio de Bremgarten, en Berna. Le sucedió Edmund Schulthess.